# Корентен Толисо
Корентен Толисо (на френски: Corentin Tolisso) е френски професионален футболист, който играе на поста полузащитник за френския клуб Олимпик Лион.

## Биография
Роден е на 3 август 1994 г., в град Тараре, Франция. Възпитаник е на академията на Олимпик Лион. Дебютира професионално за клуба през 2013 г., като за клуба (първи и втори отбор), изиграва 160 мача, отбелязвайки 29 гола. Той се присъединява към германският гранд Байерн Мюнхен, с трансфер от 41,5 милиона евро през лятото на 2017 г., което е рекорд за трансфер в германския клуб..